# MAN NL 202(2)
Pour le modèle précédent, voir MAN NL 202.
Le MAN NL 202(2) est un autobus construit par MAN entre 1992 et 2001.

## Histoire
En 1992, le MAN NL 202(2), un autobus à plancher bas produit par MAN, remplace le MAN NL 202. La série se nomme MAN A10 et regroupe plusieurs versions :
- MAN 232 GNC (modèle au gaz naturel : Compressed Natural Gas)
- MAN NL 222, MAN NL 262 et MAN NL 312 (à partir de 1995 avec des moteurs Euro2)

Le style est celui du NL 202 mais la disposition intérieure est différente. Les versions 2 et 3 portes sont disponibles.
En 1997 le successeur de la série, le MAN A21 ou Lion's City apparait et la production des NL 222, 262 et 312 diminue jusqu'à l'arrêt en 1998.
En 2001, la production est arrêtée pour les autres versions.

## Caractéristiques techniques
Cet autobus possède 32 ou 39 places assises et 66 ou 60 places debout soit 98 ou 99 places au total.
- Longueur             = 11,675 m
- Largeur              = 2,500 m
- Hauteur              = 2,872 m
- Empattement          = 5,875 m
- Poids à vide         = 17,600 t
- Puissance            = 214 ch pour le NL 202), 220 ch pour le NL 222, 260 ch pour le NL 262 et 310 ch pour le NL 312